# 藍天下的至愛
藍天下的至愛是中華人民共和國上海市的組織上海慈善基金會創辦的慈善系列活動，於1995年首次創辦，為期10天左右。此後該活動於每年新年期間均會舉辦一次。藍天下的至愛的活動召開時，上海市各界會舉辦向困難群眾捐款的募捐活動。